# Silent Feet
Silent Feet is het vierde muziekalbum dat de Duitse contrabassist Eberhard Weber uitbrengt. Onduidelijk is of het album uitgebracht is onder Webers eigen naam of onder de groepsnaam Eberhard Weber Colours; voor- en achterzijde van het album geven verschillende namen aan. Het album is opgenomen in de Tonstudio Bauer te Ludwigsburg.

## Musici
- Eberhard Weber – bas
- Rainer Brüninghaus – toetsen
- Charlie Mariano – sopraansaxofoon en fluit
- John Marshall – drums

## Composities
1. Seriously deep (17:48)
2. Silent feet (12:10)
3. Eyes that can see in the dark (12:20)

Alle composities van Weber.